# Числення висловів мінімальне
Чи́слення ви́словів мініма́льне (мінімальна логіка) — числення висловів, що відрізняється від інтуїціоністського тим, що в нім відсутня аксіома
Термін ввів в 30-х роках норв. математик І. Йогансон, він же привів і деякі міркування, що примусили його виключити (*) з числа аксіом. Множина теорем мінімального числення висловів міститься в множині теорем інтуїціоністського числення висловів, але не збігається з останнім. Всі зв'язки числення висловів мінімального незалежні. Відомі необхідні і достатні умови того, щоб приєднання деякої ф-ли до аксіом мінімального числення висловів давало інтуїціоністське числення висловів.